# Zámuří

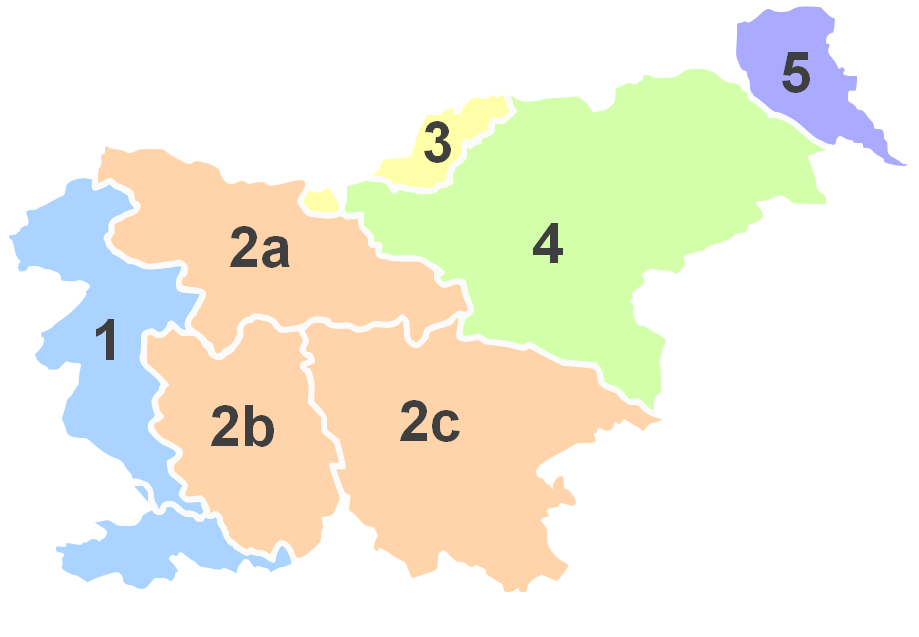
Historická území Slovinska:
1 Přímoří; Kraňsko: 2a Horní Kraňsko
2b Vnitřní Kraňsko, 2c Dolní Kraňsko
3 Korutany; 4 Dolní Štýrsko; 5 Zámuří

Zámuří neboli slovinsky Prekmurje, maďarsky Muravidék, zámuřsky Prekmürsko, je nejvýchodnější část Slovinska. Nazývá se podle řeky Mury, která ho odděluje od zbytku státu. Jedná se o jednu ze dvou částí Slovinska, která historicky patřila do Zalitavska (druhou částí byla slovinská část Mezimuří, zahrnující Gibinu, Šafarsko, Razkrižje, Veščici, Šprinc, Koprivu a Globoku. Hraničí  na severozápadě s Rakouskem, na východě s Maďarskem a na jihu s Chorvatskem. Administrativně je součástí Pomurského statistického regionu.
Území je rovinaté či mírně zvlněné, zemědělsky intenzivně využívané, západním cípem sem zasahuje Panonská nížina. Centrem regionu je město Murska Sobota, dalším městem je Lendava na jihovýchodě. Významnějšími sídly jsou ještě obce Dobrovnik, Turnišče, Beltinci, Črenšovci nebo Moravske Toplice. Obyvatelé jsou převážně Slovinci, žije zde ale i maďarská a romská menšina.
Územím prochází dálnice A5 z Mariboru přes Murskou Sobotu a Lendavu do Maďarska (Letenye). Železnice sem vede z Ljutomeru, přes Murskou Sobotu směr Hodoš a Zalaegerszeg, a pak ještě krátká trať z Murska Središće (Chorvatsko) do Lendavy (dříve také pokračující do Maďarska).

## Historický přehled
Od středověku až do roku 1918 bylo území součástí uherských žup Vas a Zala. Na konci první světové války obsadily region vojenské jednotky Státu Slovinců, Chorvatů a Srbů, které však odtud byly záhy vytlačeny maďarskými jednotkami. Od 29. května 1919 do 6. června 1919 zde na většině území existovala Murská republika, která byla 6. června 1919 obsazena jednotkami Maďarské republiky rad. Po její likvidaci jednotkami Rumunska byl region obsazen jednotkami Království Srbů, Chorvatů a Slovinců. Roku 1920 stanovila Trianonská mírová smlouva současnou hranici s Maďarskem, čímž vymezila Zámuří z východní strany. V letech 1919–1921 náležel region v rámci Království Srbů, Chorvatů a Slovinců k autonomní zemi Slovinsku, poté od roku 1922 k Mariborské oblasti, a v letech 1929–1941 v rámci Království Jugoslávie k Drávské bánovině s centrem v Lublani. Během druhé světové války byl region v letech 1941–1944 okupován a anektován Maďarskem, poté v letech 1944–1945 nacistickým Německem. V květnu 1945 byl region osvobozen Rudou armádou a poté v rámci obnovené Jugoslávie začleněn do nově zřízeného Slovinska.